# Sufragania
Sufragania – w Kościele katolickim diecezja, która należy do prowincji (metropolii), ale nie jest jej stolicą. Sufraganiami zazwyczaj są zwykłe diecezje, jednak zdarzają się też archidiecezje. Na czele sufraganii stoi biskup sufragan.